# Instituut voor Media, Informatie en Communicatie
Het Instituut voor Media, Informatie en Communicatie is onderdeel van de Hogeschool van Amsterdam te Amsterdam.
Er worden vijf opleidingen geboden:
- Informatie en Media (Informatiedienstverlening en -Management)
- Journalistiek en Media
- Media, Marketing en Publishing
- Reclame, Marketing en Communicatie
- Redactie en Mediaproductie

Alleen de opleiding Informatie en Media is in deeltijd te volgen. De andere vier opleidingen zijn voltijdstudies.
Het studieprogramma start met een algemeen basisprogramma, met onderdelen als computervaardigheden, Nederlandse taal en economie. Na het eerste jaar gaan studenten zich specialiseren via een van bovengenoemde afstudeerprofielen.